# Mikkel Wohlgemuth
Mikkel Wohlgemuth (født 4. juni 1995) er en dansk fodboldspiller, der spiller for for den danske klub FC Fredericia. 
Han har tidligere spillet for HB Køge.

## Klubkarriere

### FC København
Som ungdomsspiller var Mikkel Wohlgemuth anfører for FC Københavns U19-hold, men var i 2013 og frem udtaget til klubbens førsteholdstrup. 
Wohlgemuth debuterede for FCKs førstehold den 16. maj 2013 i Superligakamp mod Randers FC, hvor han startede i startopstillingen.
Mikkel Wohlgemuth modtog i april 2014 prisen som årets største KB-talent og blev i sommeren 2014 officielt indlemmet i FCK's førsteholdstrup.

### HB Køge
Tekst mangler, hjælp os med at skrive teksten

### Vendyssel FF
Han skrev i august 2018 under på kontrakt med Vendsyssel FF.